# Universitat Abat Oliba
La Universitat Abat Oliba CEU és una universitat privada catòlica, situada al barri de la Bonanova de Barcelona. Pertany a la Fundació Universitària San Pablo CEU, una institució fundada el 1933 per l'Asociación Católica Nacional de Propagandistas, creada el 1908 pel jesuïta Ángel Ayala.

## Història
L'actual universitat va ser creada l'any 1973 per la Fundació Universitària San Pablo CEU com a col·legi universitari, i va iniciar la seva activitat el gener del 1974 mitjançant un conveni d'adscripció i col·laboració amb la Universitat de Barcelona.
Adoptà el nom de l'Abat Oliba, comte de Berga i de Ripoll, bisbe de Vic, reformador dels monestirs de Cuixà i de Ripoll, i fundador del de Montserrat. Va ser una figura clau en el pactisme polític i les assemblees de Pau i Treva de Déu, que van ser el precedent d'un dels primers parlaments d'Europa.
L'any 1995 passà a denominar-se Centre Docent d'Ensenyament Superior (CDES) Abat Oliba, i s'hi implantaren estudis universitaris de llicenciatura en dret, direcció i administració d'empreses i el primer cicle d'econòmiques.
El 25 de juny del 2003, el Parlament de Catalunya va aprovar la seva conversió en universitat. N'han estat rectors: Joan Corona (2003-2004); José María Alsina Roca (2004-2009); Carlos Pérez del Valle (2009-2017), Eva Perea (2017-2018), Rafael Rodríguez-Ponga (2019-2024) i Arcadi Gual Sala (actualitat). Un dels patrons n'és l'Arquebisbe de Barcelona, actualment Joan Josep Omella i Omella.
El 2017, la UNESCO va concedir a la UAO CEU la Càtedra de Pau, Solidaritat i Diàleg Intercultural, per promoure un concepte integral de la pau.
La UAO CEU forma part de la Conferència de Rectors de les Universitats Espanyoles (CRUE); de la Xarxa Vives d'Universitats, la presidència de la qual va exercir en el període 2019-2020; així com de l'European Association for International Education, i el Consell Internacional d'Universitats Sant Tomàs d'Aquino. El 2020 s'incorporà a l'European Federation of Catholic Universities i a la Plataforma Internacional per a la Cooperació i la Migració.

### Campus Bellesguard
El Campus Bellesguard de la UAO CEU s'alça on hi havia les restes de la torre de Vallblanc, que l'últim rei de la dinastia catalana, Martí l'Humà, va fer construir el 1408 amb el nom de Bellesguard, que provindria de la bella vista que hi havia des d'aquest indret. Amb el pas del temps, la zona va quedar abandonada fins que el 1897 
El 1897 es va segregar una porció de la finca a favor de les Germanes Oblates del Santíssim Redemptor, amb la finalitat de fundar-hi un asil (vegeu Convent del Redemptor), construït per l'arquitecte Bernardí Martorell i Puig, deixeble d'Antoni Gaudí i Cornet, a instàncies de la benefactora Francesca Balart.
El 1992, la institució va adquirir-lo per a convertir-lo en la seu principal, amb unes obres de condicionament projectades i dirigides per l'arquitecte Miquel Àngel Armengou. L'església de l'antic convent, consagrada el 1926, actualment fa de Capella Major i d'Aula Magna. El 2018 s'hi van fer obres de reforma, amb la instal·lació d'un sistema de calefacció de terra radiant i nous equipaments audiovisuals. El 2019 es van inaugurar els nous estudis de ràdio, televisió i fotografia.

## Estructura
La UAO CEU s'estructura en tres facultats: la de Dret i Empresa, la de Comunicació, Educació i Humanitats, i la de Psicologia. S'hi imparteixen els títols de grau, màster i postgrau en les àrees de Comunicació, Dret i Ciències Polítiques, Educació, Empresa i Economia, Humanitats i Psicologia.
S'hi afegeixen la Càtedra d'Empresa Familiar i Creació d'Empreses; la Càtedra d'Economia Solidària; la Càtedra Gift & Task de Bioètica i Dret; la Càtedra Rei Martí l'Humà, Comte de Barcelona, i el 2019, coincidint amb la commemoració del 500 aniversari, la Càtedra CEU Elcano - Primera Volta al Món.
El 2020 es van crear la Càtedra d'Estudis Mundials Antoni de Montserrat i la Càtedra Jean Monnet sobre Integració Fiscal a la Unió Europea, finançada amb fons competitius europeus de la convocatòria Erasmus+ d'activitats Jean Monnet.
També existeix l'Observatori Laboral, dedicat a qüestions d'actualitat del món laboral, i l'Institut de Ciències de la Salut.
La UAO CEU disposa de sis grups de recerca: MULTICULTCOM (Comunicació i Conflicte en una Societat Multicultural), TRIVIUM (Família, Educació i Escola Inclusiva), EAEDIUM (Economia Aplicada, Economia de l'Educació i Recerca de Mercats), EJES (Ocupabilitat, Joves i Exclusió Social), GREFE (Empresa Familiar i Emprenedoria) i PROSOPON (Persona i Vida Personal).

## Activitats
La primavera del 2007 va veure néixer els GoliADs UAO CEU Awards, premis de publicitat i comunicació atorgats anualment pels alumnes de la universitat a les agències de publicitat i mitjans de comunicació. Els GoliADs succeeixen els ICOMI Awards, que daten de 1995, quan els va començar el Centre d'Estudis ICOMI.
L'any 2012 es van iniciar les jornades UAO CEU International Journalism Week, un congrés internacional de cinc dies de durada (de dilluns a divendres) que reuneix ponents i presentacions en anglès de l'àmbit del Periodisme. Té caràcter anual i una temàtica diferent per a cada edició.
El 14 de desembre de 2012, la Universitat Abat Oliba CEU i la resta de les universitats catalanes es van comprometre en la defensa de la immersió lingüística i d'un model propi i coordinat d'accés a l'ensenyament universitari per fer front a les imposicions de la Llei Orgànica per a la Millora de la Qualitat Educativa, impulsada per José Ignacio Wert, ministre d'Educació espanyol.
El 31 de gener de 2013, la UAO CEU i les altres universitats catalanes, amb l'impuls del Govern a través del Consell Interuniversitari, van acordar d'avaluar la seva qualitat i competitivitat amb el nou sistema d'indicadors U-Multirank, impulsat per la Direcció General d'Educació i Cultura de la Comissió Europea. Aquest sistema de valoració, al qual s'han adherit voluntàriament 500 universitats internacionals, està dissenyat amb diversos paràmetres per tal d'oferir una informació rigorosa i més flexible, amb l'objectiu de reflectir la diversitat de situacions de les universitats, sobretot europees.

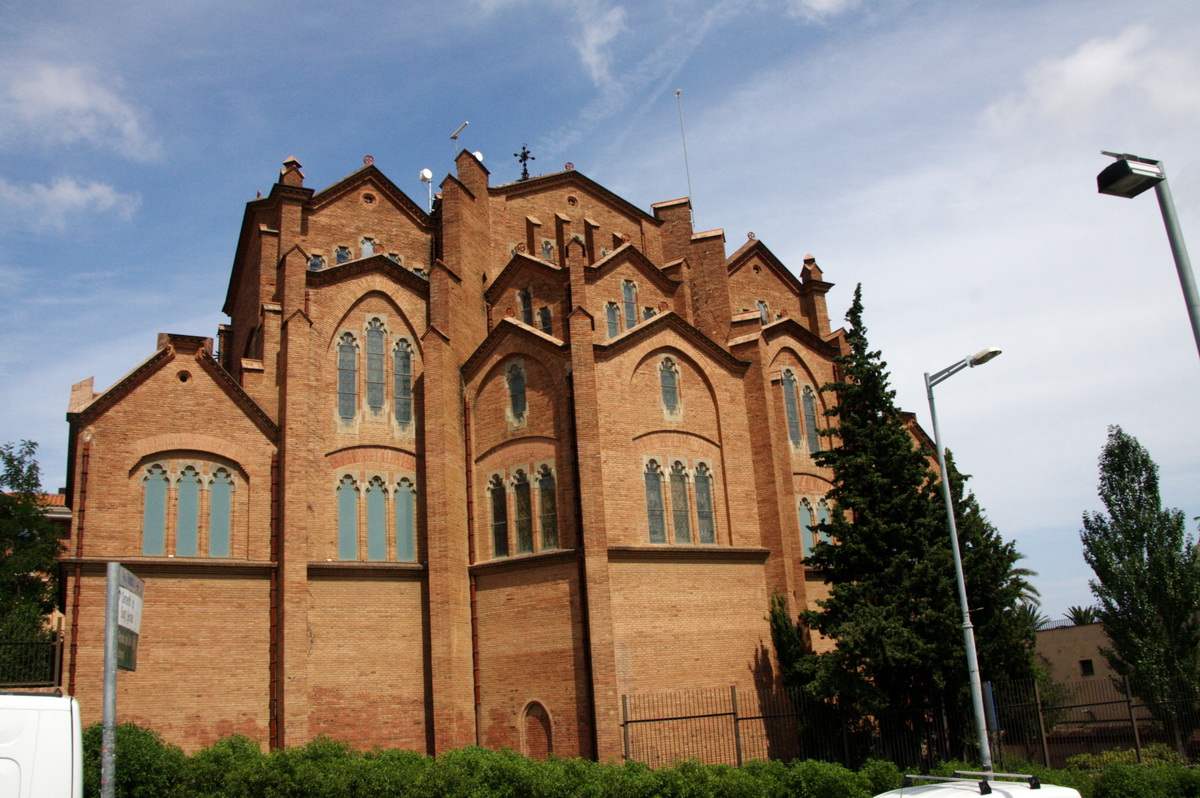
Exterior del Campus Bellesguard
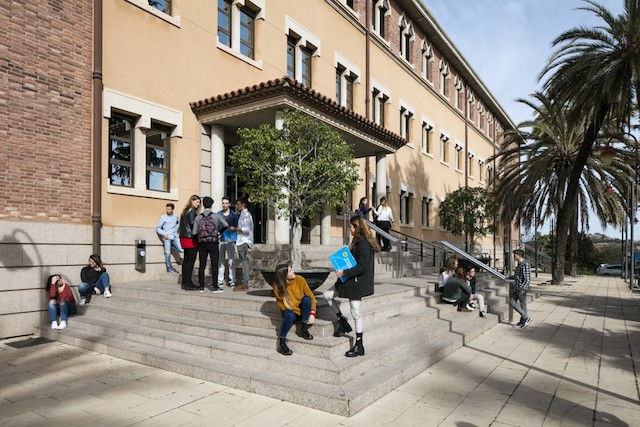
Entrada principal de la universitat
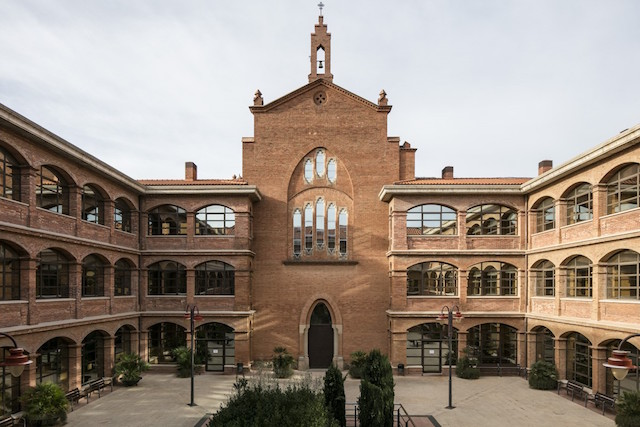
Claustre de la Universitat Abat Oliba CEU
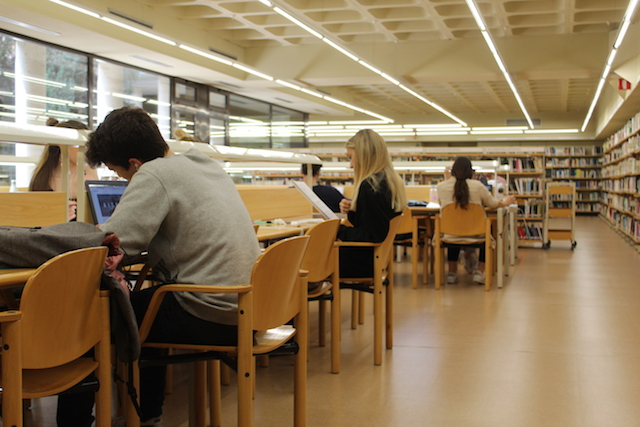
Biblioteca de la UAO CEU
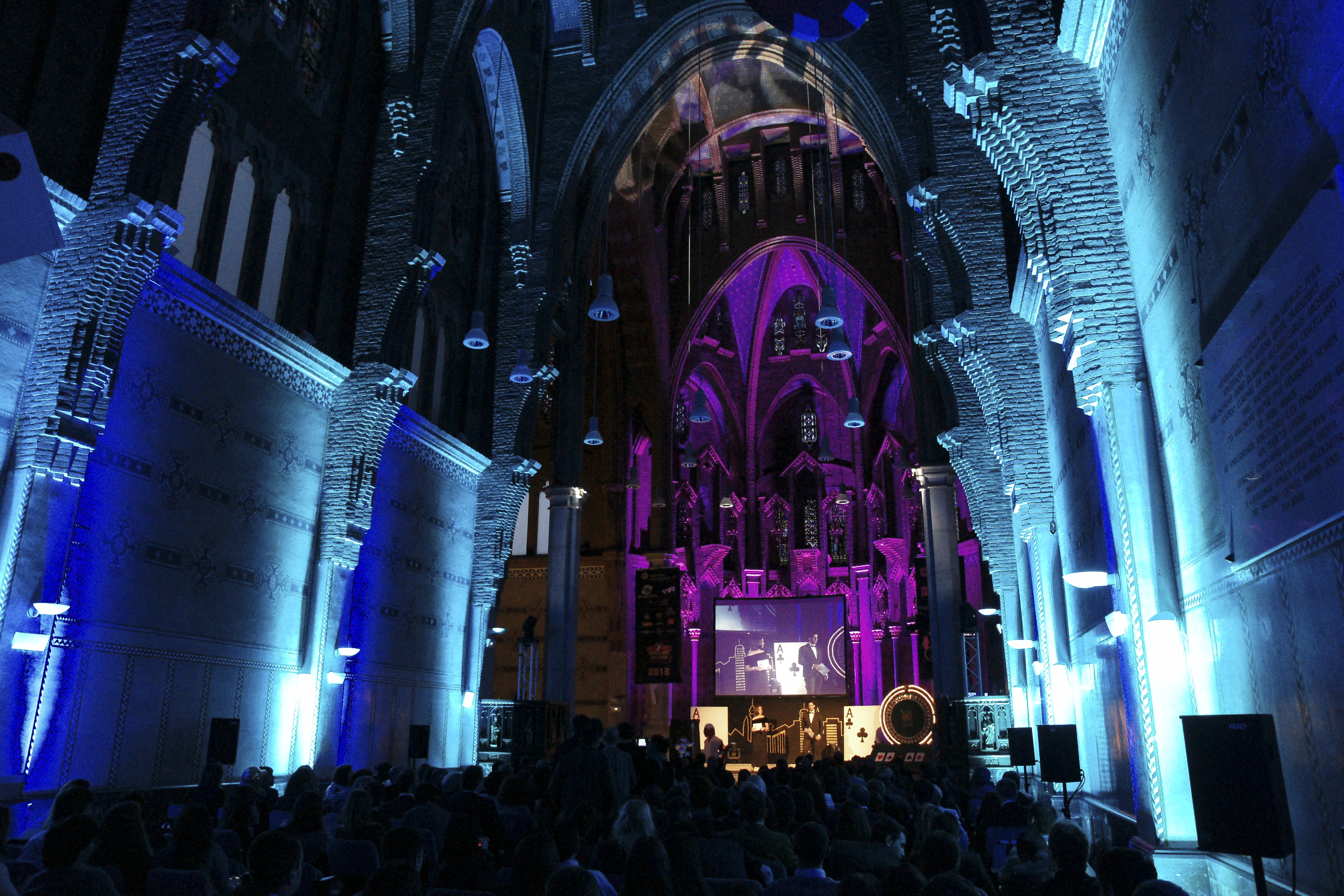
Aula Magna de la Universitat Abat Oliba CEU en el liurament dels premis GoliADs 2013